# 2974 Голден
2974 Голден (2974 Holden) — астероїд головного поясу, відкритий 23 серпня 1955 року.
Тіссеранів параметр щодо Юпітера — 3,562.